# レスラウ
レスラウ (ドイツ語: Röslau) は、ドイツ連邦共和国バイエルン州ヴンジーデル・イム・フィヒテルゲビルゲ郡（オーバーフランケン行政管区）に属す町村（以下、本項では便宜上「町」と記述する）。

## 地理

### 自治体の構成
この町は、公式には11の地区 (Ort) からなる。このうち小集落や孤立農場などを除く集落を以下に列記する。
- ビーバースバッハ
- ブリュックラス
- デュルンベルク
- グリュン
- ラウシェンシュタイク
- レスラウ
- トゥスミューレ

## 歴史
「レースライン (Rößlein)」集落は、1398年のニュルンベルク城伯ヨハン3世の封土録に初めてその名が記録されている。1467年にこの地は、ライツェンシュタインの領主の支配下に置かれた。1488年には、この後レスラウの大部分を統治することになる、ヴィルヘルム・フォン・シルンディングの支配下に移された。
1651年、オーバーレスラウはフィリップ・フォン・ヴァルデンフェルスの所領となった。1754年、オーバーレスラウは騎士領となり、19世紀の中頃には、市民統治が行われた。
1826年にロートヴィヒスフェルトの集落が形成された。この集落は1925年にオーバーレスラウに編入された。1875年から1877年のフィヒテル山地鉄道の建設に伴い、主要な工業がこの地にできあがった。
1956年には、600年の歴史を持つデュルンベルクがオーバーレスラウに編入された。1966年1月1日、オーバーレスラウとウンターレスラウは自由意思に基づき合併し、レスラウとなった。

## 見所
- 福音派教区教会 - 建築史上興味深い1700年頃の説教壇をもつ。
- ツヴェルフギプフェル展望台 - オーバーレスラウ地区の北部に位置する。フィヒテル山地全体が見渡せる眺望を持つ。
- ツス滝 - ツス地区を流れるエーゲル川の高さ28mの滝。聖霊降臨祭のツスフェストの時にだけ見学できる。

## 行政

### 議会
レスラウの議会は首長を含めて15議席からなる。

## 経済
レスラウにはグランドピアノおよびアップライトピアノの弦で多くのシェアを持つシュタール・ウント・ドラートヴェルク・レスラウ（レスラウ鉄鋼・製線工場）社が所在する。

## 引用
1. ↑  https://www.statistikdaten.bayern.de/genesis/online?operation=result&code=12411-003r&leerzeilen=false&language=de Genesis-Online-Datenbank des Bayerischen Landesamtes für Statistik Tabelle 12411-003r Fortschreibung des Bevölkerungsstandes: Gemeinden, Stichtag (Einwohnerzahlen auf Grundlage des Zensus 2011)
2. ↑  Bayerische Landesbibliothek Online
3. ↑  ドイツピアノ協会. “レスラウ　鉄鋼・製線工場”. 2018年8月15日閲覧。